# Diplotaxis aurata
Diplotaxis aurata är en skalbaggsart som beskrevs av Bates 1889. Diplotaxis aurata ingår i släktet Diplotaxis och familjen Melolonthidae. Inga underarter finns listade i Catalogue of Life.